# Свято-Троїцький собор (Підволочиськ)
Свято-Троїцький собор в Підволочиську — парафія і храм Підволочиського благочиння Тернопільської єпархії Православної церкви України в смт Підволочиськ Тернопільського району Тернопільської области.

## Історія церкви
Ініціатива будівництва православного собору в Підволочиську належала священнику Тарасію Махніцькому.
9 червня 1991 року Святійший Патріарх Мстислав освятив наріжний камінь собору, який заклали в грудні попереднього року.
Індивідуальний проєкт розробив архітектор Мирослав Білик, уродженець Підволочиська.
Собор є двопрестольним: нижній храм освячений на честь святого апостола Андрія Первозванного, а верхній — на честь Святої Трійці.
На час будівництва звели дерев'яну капличку для проведення богослужінь.
14 вересня 2008 року собор освятив Патріарх Київський і всієї Руси-України Філарет.

## Парохи
- о. Тарасій Махніцький (з 1991).